# (9873) 1992 GH
1992 جي إتش (ويعرف أيضًا باسم (9873) 1992 جي إتش وفق تسمية الكوكب الصغير) (بالإنجليزية: 1992 GH)‏ هو كويكب ضمن حزام الكويكبات؛ وترتيبه 9873 من حيث الاكتشاف.
اكتُشف هذا الجُرم الفلكي بواسطة روبرت إتش ماكنوت في 9 أبريل 1992.

## وصلات خارجية
- (9873) 1992 GH في قاعدة بيانات مختبر الدفع النفاث لأجرام النظام الشمسي الصغيرة

- الاكتشاف · مخطط المدار ·  العناصر المدارية · المعلمات المادية

- (9873) 1992 GH على موقع ويكي سكاي: DSS2, SDSS, GALEX, IRAS, Hydrogen α, X-Ray, Astrophoto, Sky Map, Articles and images